# Da mi je biti morski pas (album)
 Ovo je glavno značenje pojma Da mi je biti morski pas (album). Za istoimeni film pogledajte Da mi je biti morski pas.
Da mi je biti morski pas je drugi studijski album splitske grupe Metak. Objavljen je je 1980. godine.